# Lolek și Bolek
Frații Lolek și Bolek (în poloneză Bolek i Lolek) sunt personajele principale ale unei serii de desene animate poloneze create de Władysław Nehrebecki și Leszek Mech începând din 1963 până în 1986. Se presupune că Władysław Nehrebecki a creat aceste personaje inspirându-se din caracterul celor doi fii ai săi.

## Filme
- Lolek și Bolek în jurul lumii (1977)
- Lolek și Bolek în Vestul Sălbatic (1986)